# Heinrich Troxbömker
Heinrich Troxbömker (* 28. September 1900 in Essen; † 23. Januar 1969 in Düsseldorf) war ein deutscher Schauspieler, Regisseur und Hörspielsprecher.

## Leben
Heinrich Troxbömker hatte bis 1944 Engagements in Bremen und am Deutschen Theater in Berlin. Von 1945 bis 1948 war er am Stadttheater Konstanz und von 1948 bis 1951 an dem Stadttheater Bonn als Schauspieler und Oberspielleiter tätig. Nach einem Gastspiel am Deutschen Theater Göttingen wurde er Ensemblemitglied an den Städtischen Bühnen Frankfurt.
Troxbömker wirkte in verschiedenen Filmproduktionen überwiegend in Nebenrollen mit. Darunter befand sich auch der nationalsozialistische Propagandafilm G.P.U., der heute als Vorbehaltsfilm nur unter strengen Voraussetzungen aufgeführt werden kann. Er spielte aber auch in Unterhaltungs- und Historienfilmen wie Nanette mit Jenny Jugo und Hans Söhnker und Diesel mit Willy Birgel. Zudem war er an den Filmen Leb' wohl Christina und Das Leben geht weiter beteiligt, die als unvollendete Filme gelten, da die Dreharbeiten vor Ende des Zweiten Weltkriegs nicht mehr fertiggestellt werden konnten. Troxbömker stand 1944 in der Gottbegnadeten-Liste des Reichsministeriums für Volksaufklärung und Propaganda.
Ab den 1950er Jahren war er auch in vielen Hörspielen als Sprecher tätig. In der Hörspielfassung des Romans Der Revisor von Nikolai Gogol in einer Produktion des Hessischen Rundfunks aus dem Jahr 1954 sprach er die Rolle des Iwan Kusmitsch Schpekin.

## Filmografie (Auswahl)
- 1939: Die unheimlichen Wünsche
- 1939: Nanette
- 1941: Menschen im Sturm
- 1942: Ein Windstoß
- 1942: Der Fall Rainer
- 1942: G.P.U.
- 1942: Diesel
- 1943: Leichtes Blut
- 1944: Der verzauberte Tag
- 1944/48: Fahrt ins Glück
- 1944/48: Das kleine Hofkonzert
- 1945: Leb’ wohl, Christina (unvollendet)
- 1945: Das Leben geht weiter
- 1945: Meine Herren Söhne
- 1945: Der Erbförster
- 1952: Der Tag vor der Hochzeit

## Hörspiele (Auswahl)
- 1929: Hermann Tölle: Enten und Seeschlangen. Eine phantastische funkjournalistische Angelegenheit
- 1954: Der Revisor
- 1954: Königliche Hoheit (Zwei Teile)
- 1954: Der Zusammenbruch eines guten Rufs
- 1954: Adrian der Tulpendieb
- 1954: Der Toupetkünstler
- 1954: Jeppe vom Berge
- 1955: Dem Leben abgelauscht
- 1955: Candide oder Die beste aller Welten
- 1955: Der Hochzeitsgast
- 1955: Wildwest
- 1956: Der Gott der Welt
- 1956: Stavros & Co. Straßenräuberei en gros
- 1956: Das Postamt
- 1957: Der Feind des Präsidenten
- 1957: Zeppelin
- 1958: Wie lernt der Hund schwimmen?
- 1959: Ein Gast aus Brasilien
- 1960: Ein herrlicher Tag
- 1962: Die Dame in der schwarzen Robe
- 1962: Ein Spiel um Liebe und Tod